# Gauliga Sachsen 1944/45
Die Gauliga Sachsen 1944/45 (eigentlich: Kriegsgauklasse Sachsen 1944/45) war die zwölfte und letzte Spielzeit der Gauliga Sachsen im Fußball. Die Gauliga wurde zu dieser Spielzeit in die vier Gruppen Dresden, Leipzig, Chemnitz und Westsachsen-Zwickau aufgeteilt. Die drei erstgenannten Gruppen wurden jeweils in zwei Staffeln geteilt, in der Gruppe Westsachsen-Zwickau wurde in einer Staffel gespielt. Geplant war, dass die Sieger der einzelnen Gruppen in Finalspielen um die Gaumeisterschaft antreten sollten. Kriegsbedingt wurde die Austragung der Gauliga Anfang 1945 abgebrochen, wenngleich in den meisten Gruppen die Spiele bereits abgeschlossen waren.

## Gruppe Dresden

### Staffel 1
| Pl. | Verein                    | Sp. | S | U | N | Tore    | Quote | Punkte |
| --- | ------------------------- | --- | - | - | - | ------- | ----- | ------ |
| 1.  | Dresdner SC (M)           | 10  | 7 | 2 | 1 | 038:500 | 7,60  | 16:40  |
| 2.  | Guts Muts Dresden         | 10  | 6 | 1 | 3 | 021:100 | 2,10  | 13:70  |
| 3.  | Dresdener Sportfreunde 01 | 10  | 4 | 2 | 4 | 018:170 | 1,06  | 10:10  |
| 4.  | Riesaer SV                | 10  | 4 | 0 | 6 | 017:120 | 1,42  | 08:12  |
| 5.  | KSG SpVgg/Südwest Dresden | 10  | 4 | 0 | 6 | 013:240 | 0,54  | 08:12  |
| 6.  | VfB 1903 Dresden          | 10  | 2 | 1 | 7 | 011:500 | 0,22  | 05:15  |

| (M) | Titelverteidiger |

### Staffel 2
| Pl. | Verein                  | Sp. | S | U | N | Tore    | Quote | Punkte |
| --- | ----------------------- | --- | - | - | - | ------- | ----- | ------ |
| 1.  | TV Frisch Auf Meißen    | 5   | 4 | 0 | 1 | 018:120 | 1,50  | 08:20  |
| 2.  | TV Dresden-Gruna        | 6   | 3 | 0 | 3 | 018:130 | 1,38  | 06:60  |
| 3.  | Bautzener SC 1909       | 5   | 2 | 0 | 3 | 020:150 | 1,33  | 04:60  |
| 4.  | SC 1904 Freital         | 4   | 1 | 0 | 3 | 007:230 | 0,30  | 02:60  |
| 5.  | Reichsbahn SG Dresden a | 0   | 0 | 0 | 0 | 000:000 | 1,00  | 0:0    |
| 6.  | VfB Kamenz a            | 0   | 0 | 0 | 0 | 000:000 | 1,00  | 0:0    |

## Gruppe Leipzig
Die sogenannte Sächsische Kriegsklasse - Sportkreis Leipziger Schlachtfeld wurde in zwei Staffeln ausgespielt, die beiden Staffelsieger trafen im Finale aufeinander. Es nahmen alle noch spielfähigen Mannschaften aus Leipzig und Umgebung teil. Die Militärsportvereine Militär SV Borna und LSV Brandis zogen sich zurück.

### Staffel 1
| Pl. | Verein                 | Sp. | Tore  | Quote | Punkte |
| --- | ---------------------- | --- | ----- | ----- | ------ |
| 1.  | VfB Leipzig            | 9   | 45:80 | 5,63  | 14:40  |
| 2.  | TuB Leipzig            | 7   | 17:20 | 0,85  | 07:70  |
| 3.  | KSG TuRa/SpVgg Leipzig | 8   | 19:21 | 0,90  | 07:90  |
| 4.  | SV Groitzsch           | 7   | 24:24 | 1,00  | 06:80  |
| 5.  | SV Viktoria Leipzig    | 7   | 25:47 | 0,53  | 06:80  |
| 6.  | VfB Zwenkau 02         | 8   | 19:29 | 0,66  | 06:10  |

### Staffel 2
| Pl. | Verein                               | Sp. | Tore  | Quote | Punkte |
| --- | ------------------------------------ | --- | ----- | ----- | ------ |
| 1.  | Sportfreunde Markranstädt            | 6   | 14:80 | 1,75  | 8:4    |
| 2.  | SV Fortuna Leipzig 02                | 6   | 12:14 | 0,86  | 6:6    |
| 3.  | KSG Sportvereinigung/Arminia Leipzig | 6   | 12:15 | 0,80  | 6:6    |
| 4.  | Wacker Leipzig                       | 6   | 15:16 | 0,94  | 4:8    |

### Entscheidungsspiel Leipzig
| Datum      |                           | Ergebnis |                           |
| ---------- | ------------------------- | -------- | ------------------------- |
| 18.02.1945 | Sportfreunde Markranstädt | 3:3      | VfB Leipzig               |
| 26.03.1945 | VfB Leipzig               | 3:2      | Sportfreunde Markranstädt |

## Gruppe Chemnitz

### Staffel 1
Kreuztabelle
| 1944/45               | ORP    | BC Hartha | MIT  | ERF  | Viktoria Einsiedel | FC Preussen Chemnitz |
| --------------------- | ------ | --------- | ---- | ---- | ------------------ | -------------------- |
| SG OrPo Chemnitz      |        | +0:0      | 16:4 | 16:2 | 16:2 a             | 8:1                  |
| BC Hartha             | 0:0+ b |           | 6:1  | 8:0  | +0:0               | 7:1                  |
| KSG Mittweida         | 2:11   | +0:0      |      | 7:2  | 13:2               | 7:0                  |
| TV Erfenschlag        | 1:7    | 1:8       | +0:0 |      | 1:3                | 5:0                  |
| Viktoria 03 Einsiedel | 0:14   | 0:14      |      | 3:5  |                    | 2:1                  |
| FC Preussen Chemnitz  | 2:10   | 6:4       | 2:4  | 1:3  | 5:2                |                      |

Abschlusstabelle
| Pl. | Verein                    | Sp. | S  | U | N | Tore    | Quote | Punkte |
| --- | ------------------------- | --- | -- | - | - | ------- | ----- | ------ |
| 1.  | SG OrPo Chemnitz (N)      | 10  | 10 | 0 | 0 | 098:140 | 7,00  | 20:0   |
| 2.  | BC Hartha                 | 10  | 6  | 0 | 4 | 047:900 | 5,22  | 12:80  |
| 3.  | KSG Mittweida (N)         | 9   | 5  | 0 | 4 | 038:390 | 0,97  | 10:80  |
| 4.  | TV Erfenschlag (N)        | 10  | 4  | 0 | 6 | 020:530 | 0,38  | 08:12  |
| 5.  | Viktoria 03 Einsiedel (N) | 9   | 2  | 0 | 7 | 014:690 | 0,20  | 04:14  |
| 6.  | FC Preussen Chemnitz (N)  | 10  | 2  | 0 | 8 | 019:520 | 0,37  | 04:16  |

### Staffel 2
Kreuztabelle
| 1944/45          | Chemnitzer BC | SCH | Döbelner SC | SVC  | LIM | SV Grüna 12 |
| ---------------- | ------------- | --- | ----------- | ---- | --- | ----------- |
| Chemnitzer BC    |               | 5:4 | 5:2         | 10:5 | 8:0 | 10:0        |
| Germania Schönau | 0:10          |     | 5:1         | 3:2  | 6:4 | 2:1         |
| Döbelner SC      | 1:7           | 4:1 |             | 9:1  |     |             |
| SV 01 Chemnitz   | 1:5           | 6:0 | 0:2         |      | 4:1 | 11:3        |
| 1. SC Limbach    | 0:1           | 2:3 | 1:3         | 4:4  |     | 6:2         |
| SV Grüna 12      | 0:7           | 2:5 | 1:6         | 3:1  | 2:7 |             |

Abschlusstabelle
| Pl. | Verein               | Sp. | S  | U | N | Tore    | Quote | Punkte |
| --- | -------------------- | --- | -- | - | - | ------- | ----- | ------ |
| 1.  | Chemnitzer BC        | 10  | 10 | 0 | 0 | 068:130 | 5,23  | 20:0   |
| 2.  | Germania Schönau (N) | 10  | 6  | 0 | 4 | 029:370 | 0,78  | 12:80  |
| 3.  | Döbelner SC          | 8   | 5  | 0 | 3 | 028:210 | 1,33  | 10:60  |
| 4.  | SV 01 Chemnitz (N)   | 10  | 3  | 1 | 6 | 035:400 | 0,88  | 07:13  |
| 5.  | 1. SC Limbach (N)    | 9   | 2  | 1 | 6 | 025:330 | 0,76  | 05:13  |
| 6.  | SV Grüna 12 (N)      | 9   | 1  | 0 | 8 | 014:550 | 0,25  | 02:16  |

### Entscheidungsspiel Chemnitz
| Datum             |               | Ergebnis |                  |
| ----------------- | ------------- | -------- | ---------------- |
| 17. Dezember 1944 | Chemnitzer BC | 5:1      | SG OrPo Chemnitz |

## Gruppe Westsachsen-Zwickau
| Pl. | Verein                 | Sp. | S | U | N | Tore    | Quote | Punkte |
| --- | ---------------------- | --- | - | - | - | ------- | ----- | ------ |
| 1.  | Planitzer SC           | 7   | 6 | 1 | 0 | 056:600 | 9,33  | 13:10  |
| 2.  | SG Zwickau             | 7   | 4 | 1 | 2 | 033:900 | 3,67  | 09:50  |
| 3.  | SG Lauter              | 7   | 3 | 0 | 4 | 020:310 | 0,65  | 06:80  |
| 4.  | TSG Wilkau-Haßlau      | 7   | 3 | 0 | 4 | 011:460 | 0,24  | 06:80  |
| 5.  | FC Teutonia Netzschkau | 5   | 1 | 0 | 4 | 017:250 | 0,68  | 02:80  |
| 6.  | VfL 1905 Zwickau       | 3   | 0 | 0 | 3 | 008:200 | 0,40  | 0:60   |

## Vogtland
Die Vereine im Bereich Vogtland spielten mit Ausnahme von Teutonia Netzschkau nicht in der vierteiligen sächsischen Kriegsgauklasse, sondern eine eigene Meisterschaft auf. Es sind zwei Spiele (SV Konkordia Plauen - KSG Oelsnitz = 12:1; SpVgg Falkenstein - TSV Lengenfeld = 3:3) überliefert.